# Ambermoon
Ambermoon is een computerspel dat werd ontwikkeld en uitgegeven door Thalion Software. Het spel kwam in 1993 uit voor de Commodore Amiga. Ambermoon is het tweede spel in de trilogie van Thalion Software die nooit werd voltooid. Het speelveld van het fantasy spel wordt met de bovenaanzicht getoond. Het spel begint als de protagonist op sterven ligt en zijn kleinzoon oproept. Hij geeft hem de opdracht een oude vriend van hem op te zoeken.

## Ontvangst
| Beoordeeld door                | Jaar         | Score |
| ------------------------------ | ------------ | ----- |
| Pixel-Heroes.de                | Dec 12, 2010 | 100%  |
| Play Time                      | Dec, 1993    | 93%   |
| Amiga Games                    | Oct, 1993    | 93%   |
| ASM (Aktueller Software Markt) | Jan, 1994    | 92%   |
| Amiga World                    | Mar, 1994    | 91%   |
| Power Play                     | Dec, 1993    | 88%   |
| Amiga Joker                    | Nov, 1993    | 85%   |
| The One Amiga                  | Apr, 1994    | 84%   |
| Amiga Computing                | Jul, 1994    | 81%   |
| Amiga Power                    | Jul, 1995    | 30%   |